# Microscolex phosphoreus
Microscolex phosphoreus är en ringmaskart som först beskrevs av Dugès 1837.  Microscolex phosphoreus ingår i släktet Microscolex och familjen Acanthodrilidae. Inga underarter finns listade i Catalogue of Life.